# Вітковиці (Сілезьке воєводство)
Вітковиці (пол. Witkowice) — село в Польщі, у гміні Кломниці Ченстоховського повіту Сілезького воєводства.
Населення — 670 осіб (2011).
У 1975-1998 роках село належало до Ченстоховського воєводства.

## Демографія
Демографічна структура станом на 31 березня 2011 року:
|          | Загалом | Допрацездатний вік | Працездатний вік | Постпрацездатний вік |
| -------- | ------- | ------------------ | ---------------- | -------------------- |
| Чоловіки | 329     | 65                 | 220              | 44                   |
| Жінки    | 341     | 55                 | 201              | 85                   |
| Разом    | 670     | 120                | 421              | 129                  |